# Municipio de Freedom (condado de Palo Alto)
El municipio de Freedom (en inglés: Freedom Township) es un municipio ubicado en el condado de Palo Alto en el estado estadounidense de Iowa. En el año 2010 tenía una población de 1446 habitantes y una densidad poblacional de 15,69 personas por km².

## Geografía
El municipio de Freedom se encuentra ubicado en las coordenadas 43°7′11″N 94°36′5″O / 43.11972, -94.60139. Según la Oficina del Censo de los Estados Unidos, el municipio tiene una superficie total de 92.17 km², de la cual 88.99 km² corresponden a tierra firme y (3.45 %) 3.18 km² es agua.

## Demografía
Según el censo de 2010, había 1446 personas residiendo en el municipio de Freedom. La densidad de población era de 15,69 hab./km². De los 1446 habitantes, el municipio de Freedom estaba compuesto por el 96.68 % blancos, el 1.38 % eran afroamericanos, el 0.07 % eran amerindios, el 0.55 % eran asiáticos, el 0.07 % eran isleños del Pacífico, el 0.35% eran de otras razas y el 0.9 % pertenecían a dos o más razas. Del total de la población el 2.49 % eran hispanos o latinos de cualquier raza.